# Kaweka Forest Park
Der Kaweka Forest Park ist ein unter Naturschutz stehender Wald in der Region Hawke’s Bay auf der Nordinsel von Neuseeland. Der Park untersteht dem Department of Conservation.

## Geographie
Der Kaweka Forest Park befindet sich rund 35 km nordwestlich von Napier in den Bergen der Kaweka Range. Der rund 59.000 Hektar große Park erstreckt sich von Norden, wo er an den Kaimanawa Forest Park angrenzt, zunächst in südsüdöstliche Richtung und schwenkt dann mit seinem südlichen Teil nach Südsüdwest. Der Park kommt damit auf eine Längenausdehnung von ca. 50 km und misst an seiner breitesten Stelle ca. 25 km. Die höchste Erhebung im Park stellt der Kaweka mit einer Höhe von 1724 m dar.
Zu erreichen ist der Park über eine von Hastings kommende Landstraße, die nach Westen bis zum New Zealand State Highway 1 reicht und durch den südlichen Teil des Forest Parks führt.

## Geschichte
1964 wurden die Waldgebiete der Kaweka Range zum State Forest ernannt. Daraus entstand dann im Jahr 1974 mit einer Fläche von 52.000 Hektar der Kaweka Forest Park, der seinerzeit noch vom New Zealand Forest Service verwaltet wurde. Später kamen weitere 7000 Hektar hinzu, sodass der Park, der ab 1987 in die Obhut des Department of Conservation kam, eine Gesamtfläche von 59.000 Hektar aufweisen konnte.